# لامینیت عمومی
لامینیت‌های عمومی سطح میانی تقارنی ندارند. آن‌ها می‌توانند ضد متقارن یا بدون تقارن باشند. و می‌توانند از مجموعه‌ای از لامینیت‌ها و سازه‌های هیبریدی ساخته شده باشند. مدول یک لامینیت عمومی را به راحتی می‌توان محاسبه نمود. به‌طوری‌که هر درجه در سطح را نسبت به کوپلینگ خمشی فراهم می‌آورد. هر جزء کامپلیانس نسبت به عدم تقارن آرایه‌های متوالی لامینیت حساس است.
تئوری محورهای موازی ابزار مفیدی جهت محاسبه مدول هر لامینیت است. سازه‌های هیبریدی و سازه‌های دست‌ساز را به راحتی می‌توان بر اساس مدولها شرح داد.